# Индијан Хилс (Невада)
Индијан Хилс (енгл. Indian Hills) насељено је место без административног статуса у америчкој савезној држави Невада.

## Демографија
По попису из 2010. године број становника је 5.627, што је 1.22 (27,7%) становника више него 2000. године.
| Група             | 2000.         | 2010.         |
| Белци             | 3.823 (86,7%) | 4.429 (78,7%) |
| Афроамериканци    | 10 (0,2%)     | 36 (0,6%)     |
| Азијати           | 38 (0,9%)     | 118 (2,1%)    |
| Хиспаноамериканци | 418 (9,5%)    | 816 (14,5%)   |
| Укупно            | 4.407         | 5.627         |